# كأس أمريكا الجنوبية 1959 (الإكوادور)
عٌقِدت كأس أمريكا الجنوبية 1959 في دولة الإكوادور للمرة الثانية في نفس العام، وكان التنافس في هذه البطولة بين خمسة فرق: بوليفيا وتشيلي وكولومبيا، وبيرو والبرازيل التي لم تشارك بفريقها الأساسي بل شاركت بفريق من بيرنامبوكو، وفازت الأوروغواي باللقب لـ المرة العاشرة في تاريخها.

## الطريقة
طريقة هذه البطولة كانت مثل سابقاتها، حيث تلعب مباراة واحدة بين كل فريق وآخر من المنتخبات المشاركة ويحسب الفوز في المباراة بنقطتين بينما التعادل بنقطة واحدة فيما الخسارة بلا أي نقطة. والمنتخب الأكثر جمعًا للنقاط يعتبر الفائز بالبطولة

### الملعب
لعبت جميع المباريات في ملعب موديلو في مدينة غواياكيل أكبر المدن الإكوادورية

## الترتيب النهائي
| المنتخب    | لعب | فاز | تعادل | خسر | له | عليه | الفارق | النقاط |
| ---------- | --- | --- | ----- | --- | -- | ---- | ------ | ------ |
| الأوروغواي | 4   | 3   | 1     | 0   | 13 | 1    | +12    | 7      |
| الأرجنتين  | 4   | 2   | 1     | 1   | 9  | 9    | 0      | 5      |
| البرازيل   | 4   | 2   | 0     | 2   | 7  | 10   | −3     | 4      |
| الإكوادور  | 4   | 1   | 1     | 2   | 5  | 9    | −4     | 3      |
| باراغواي   | 4   | 0   | 1     | 3   | 6  | 11   | −5     | 1      |

| البرازيل                       | 3 – 2 | باراغواي                 |
| ------------------------------ | ----- | ------------------------ |
| باولو 25' 39' · زي دي ميلو 55' |       | بارودي 72' · بينيتيز 90' |

| الأوروغواي                                                 | 4 – 0 | الإكوادور |
| ---------------------------------------------------------- | ----- | --------- |
| سيلفيرا 1' (ركلة.) · إسكالدا 28' · بيرغارا 46' · بيريز 52' |       |           |

| الأرجنتين                                  | 4 – 2 | باراغواي                 |
| ------------------------------------------ | ----- | ------------------------ |
| سان فيليبو 8' 57' 89' (ركلة.) · بيزيتي 81' |       | إنسفران 30' · كابرال 90' |

| الأوروغواي                            | 3 – 0 | البرازيل |
| ------------------------------------- | ----- | -------- |
| إسكالدا 49' · بيرغارا 67' · ساسيا 75' |       |          |

| الإكوادور | 1 – 1 | الأرجنتين |
| --------- | ----- | --------- |
| رافو 20'  |       | سوزا 62'  |

| الأوروغواي                                                    | 5 – 0 | الأرجنتين |
| ------------------------------------------------------------- | ----- | --------- |
| سيلفيريا 9' (ركلة.) 55' (ركلة.) · بيرغارا 15' 64' · ساسيا 25' |       |           |

| البرازيل                                 | 3 – 1 | الإكوادور |
| ---------------------------------------- | ----- | --------- |
| باولو 23' · جيرالدو 42' · زي دي ميلو 45' |       | رافو 12'  |

| الأرجنتين                          | 4 – 1 | البرازيل    |
| ---------------------------------- | ----- | ----------- |
| غارسيا 2' · سان فيليبو 27' 89' 90' |       | جيرالدو 64' |

| باراغواي   | 1 – 1 | الأوروغواي |
| ---------- | ----- | ---------- |
| بارودي 32' |       | ساسيا 88'  |

| الإكوادور                               | 3 – 1 | باراغواي        |
| --------------------------------------- | ----- | --------------- |
| سبينكير 16' · بالسيسا 25' · كانارتي 74' |       | غوميز 5' (ه.ذ.) |

## النتائج
| أبطال كأس أمريكا الجنوبية 1959 |
| ------------------------------ |
| · الأوروغواي · للمرة العاشرة   |

## الهدافين
6 أهداف
- خوسيه سان فيليبو

4 أهداف
- ماريو لودوفيكو بيرغارا

3 أهداف
- باولو
- ألسيديس سيلفيرا
- خوسيه فرانسيسكو